# Satriano di Lucania
Satriano di Lucania (antigament coneguta com a Pietrafesa) és un municipi italià, situat a la regió de Basilicata i a la província de Potenza. Ocupa una superfície de 33,02 quilòmetre quadrat i tenia 2,273 habitants a l'1 gener 2023.

## Demografia
| 1r gener 2017 | 1r gener 2018 | 1r gener 2023 |
| 2.345         | 2.342         | 2.273         |

## Administració
| Dates mandat | Nom de l'alcalde/ssa | Causa finalització |
| ------------ | -------------------- | ------------------ |